# أحمد الرباعي
أحمد الرباعي، من مواليد 27 أكتوبر 1997 في تونس، هو مغني.

## بيوغرافيا
ولد أحمد الرباعي عام 1997 في تونس العاصمة نشأ وتربى في عائلة من الموسيقيين، مع والده وجده، وعمه صابر المغني الشهير. والده شجعه على تعلم الموسيقى والعزف على الكمان في المدارس المتخصصة، مثل المعهد الوطني للموسيقى بتونس. بدأ أحمد الرباعي الغناء في سن الحادية عشرة. بعد حصوله على البكالوريا، تابع دراسته الجامعية في المعهد العالي للموسيقى بتونس، حيث حصل على الإجازة الأساسية في الموسيقى والعلوم الموسيقية سنة 2019.

## حياته الفنية
في ديسمبر 2016، في سن التاسعة عشر، أصدر أغنيته الأولى، أبتي، من كلمات بشير لقاني وألحان نجيب مسلماني.
في سبتمبر 2018 أصدر أغنيته المنفردة نفردة: نحبك من غير تفلسيف.
في يونيو(جوان) 2019، ظهر على شاشة التلفزيون في برنامج فكرة سامي فهري  وأعلن الإطلاق الرسمي لألبومه الأول بعنوان: وعد ، والذي جمعت أغنيته الأولى الشاعر حسام سعيد والملحن عثمان جاد والموزع أحمد مجدي. الفيديو الموسيقي من إخراج سيف الساهر.
في يونيو(جوان) 2020، شارك في إنشاء مشروع فني ترويجي لبنك الزيتونة، بأغنية بعنوان أحنا تجمعانة القيم ومشاركة لطفي بوشناق وإنصاف بن غالية.

## أعماله
- يناير(جانفي) 2019: الحفلة الموسيقية لحن الثورة: ترجمة إرادة الشعب إلى موسيقى! قدمتها الفرقة الوطنية التونسية مع المطربة ليلى حجيج بمناسبة مهرجان الثورة التونسية الذي نظم في مدينة الثقافة.[8]

- آب / أغسطس 2019: ديو مع آيا دغنوج خلال الأمسية الافتتاحية للطبعة الأولى من ليالي مسرح الأوبرا في الحمامات، بمصاحبة الفرقة الوطنية التونسية بقيادة محمد اللسود.[9][10]

- جويلية 2020: عرض بمناسبة الذكرى 63 لإعلان الجمهورية، وتحييه الأوركسترا السيمفونية التونسية، بإشراف محمد بوسلامة، المجموعة الصوتية لأوبرا تونس، والفرقة الوطنية التونسية، والمغنية عبير دربال.[11]

### أغاني
- أبتي (2016):[12] أغنية فردية
- نحبك من غير تفلسيف (2018): أغنية فردية
- وعد (2019): البوم

1. وعد
2. حكايتي أنا[13]
3. لامنتوب

- طمّنوني عينيك (2020): أغنية فردية
- نادم (2021):[14] أغنية فردية

- يلّي نسيتي (2021):[15] أغنية فردية

## الجوائز والتكريمات
- مارس 2018: درع الشرف الذي تمنحه نوادي ليونز الدولية تقديراً لدعمها للأعمال الاجتماعية
- فبراير 2019: شهادة شرف للتعاون والمساعدة المتبادلة مع مجموعة Amicalement Vôtre الجماعية
- جائزة أحسن فنان شاب في تونس للعام 2019 مقدمة من الاتحاد التونسي للشبان الشبان.
- أبريل 2021: الجائزة الأولى في الدورة العشرين لمهرجان الأغنية التونسية الذي تم تنظيمه في مسرح الأوبرا عن مشروع نادم (كلمات وألحان سليم عبد الله وتوزيع مروان الزيدي)[16]